# Liste der Kulturgüter in Nottwil
Die Liste der Kulturgüter in Nottwil enthält alle Objekte in der Gemeinde Nottwil im Kanton Luzern, die gemäss der Haager Konvention zum Schutz von Kulturgut bei bewaffneten Konflikten, dem Bundesgesetz vom 20. Juni 2014 über den Schutz der Kulturgüter bei bewaffneten Konflikten sowie der Verordnung vom 29. Oktober 2014 über den Schutz der Kulturgüter bei bewaffneten Konflikten unter Schutz stehen.
Objekte der Kategorien A und B sind vollständig in der Liste enthalten, Objekte der Kategorie C fehlen zurzeit (Stand: 1. Januar 2023). Unter übrige Baudenkmäler sind zusätzliche Objekte zu finden, die im kantonalen Denkmalverzeichnis verzeichnet und nicht bereits in der Liste der Kulturgüter enthalten sind.

## Kulturgüter
| Foto |                                                                                    | Objekt                                                                        | Kat. | Typ | Standort                             | Beschreibung |
| ---- | ---------------------------------------------------------------------------------- | ----------------------------------------------------------------------------- | ---- | --- | ------------------------------------ | --- |
| ja   | Datei hochladen · Wikidata zu Bauernhaus Mittler-Huprächtigen (Q29522453)          | Bauernhaus Mittler-Huprächtigen KGS-Nr.: 03851                                | A    | G   | Huprächtigen 5 653765 / 218652       | |
| ja   | Datei hochladen                                                                    | Sempachersee, neolithische-bronzezeitliche Pfahlbaufundstellen KGS-Nr.: 16555 | A    | F   | 653588 / 222455                      | Objekt liegt auf dem Gemeindegebiet von Nottwil, Eich (KGS-Nr. 16556), Neuenkirch (KGS-Nr. 16558), Oberkirch (KGS-Nr. 16554), Schenkon (KGS-Nr. 16553), Sempach (KGS-Nr. 16557) und Sursee (KGS-Nr. 16552). |
| ja   | Datei hochladen · Wikidata zu Katholische Kirche St. Mariä Himmelfahrt (Q29785771) | Katholische Kirche St. Mariä Himmelfahrt KGS-Nr.: 03852                       | B    | G   | Oberdorfstrasse 5.1 653092 / 220389  | |
| ja   | Datei hochladen · Wikidata zu Schloss Tannenfels (Q29785773)                       | Schloss Tannenfels KGS-Nr.: 03853                                             | B    | G   | Schloss Tannenfels 1 650850 / 220825 | |
| ja   | Datei hochladen · Wikidata zu Kapelle St. Margaretha (Q29785775)                   | Kapelle St. Margaretha KGS-Nr.: 03854                                         | B    | G   | St. Margrethen 11.1 652220 / 221791  | |
| BW   | Datei hochladen                                                                    | Ober St. Margreten, römischer Gutshof KGS-Nr.: 17151                          | B    | F   | 651655 / 221684                      | Objekt liegt auf dem Gemeindegebiet von Nottwil und Oberkirch (KGS-Nr. 17152). |

## Übrige Baudenkmäler
| ID  | Foto |                 | Objekt                      | Typ | Standort                             | Beschreibung |
| --- | ---- | --------------- | --------------------------- | --- | ------------------------------------ | ------------ |
| 7   | BW   | Datei hochladen | Alte Mühle im Dorf          | G   | Oberdorfstrasse 6 653005 / 220450    |              |
| 13b | BW   | Datei hochladen | Speicher Marbacherhof       | G   | Marbacherhof 2 652947 / 220781       |              |
| 49b | BW   | Datei hochladen | Getreidespeicher Bühl       | G   | Bühl 2.1 651566 / 220626             |              |
| 128 | BW   | Datei hochladen | Bauernhaus Figlisberg       | G   | Figlisberg 1 652431 / 219087         |              |
| 133 |      | Datei hochladen | Pächterhaus Untertannenfels | G   | Koordinaten fehlen! Hilf mit.        |              |
| 302 | BW   | Datei hochladen | Kapelle Ey                  | G   | Kantonsstrasse 33a.1 652368 / 221106 |              |

Legende: Siehe Legende der Liste der Kulturgüter von nationaler und regionaler Bedeutung. Anstelle der KGS-Nummer wird als Objekt-Identifikator (ID) die Gebäudenummer im kantonalen Denkmalverzeichnis verwendet.